# جام حذفی فوتبال زنان فرانسه
جام حذفی فوتبال زنان فرانسه (به فرانسوی: Coupe de France Féminine) مسابقاتی است که به صورت حذفی در کشور فرانسه بین تیمهای باشگاهی فوتبال زنان این کشور برگزار می‌شود. تیمهای حرفه‌ای و غیر حرفه‌ای فوتبال زنان می‌توانند در این مسابقات شرکت کنند. نخستین دوره این بازی‌ها در سال ۲۰۰۱ انجام شد. بازی نهایی معمولاً در ورزشگاه استاد دو فرانس برگزار می‌شود. باوجود این ممکن است دیگر ورزشگاه‌ها دیدار نهایی را میزبانی کنند. مدافع عنوان قهرمانی تیم لیون است که موفق شده‌است تیم مون‌پلیه را با نتیجه ۱–۲ در تاریخ ۱۵ مه ۲۰۱۶ شکست دهد. از فصل ۱۲–۲۰۱۱ به بعد این مسابقات با نام جام حذفی فوتبال زنان فرانسه برگزار می‌شود که پیشتر تحت عنوان چلنج دو فرانس برگزار می‌شد.

## تاریخچه
نخستین فصل این بازی‌ها فصل ۲۰۰۲–۲۰۰۱ بود که با افتتاحیه لیگ قهرمانان اروپای زنان نیز همزمان بود. این جام تنها جامی است که در سطح تیمهای زنان بزرگسال انجام می‌شود. اشتراک در این بازی‌ها متفاوت است و باشگاههای محلی حضورشان اختیاری اما باشگاههایی که در لیگ دسته ۳ به بالا هستند حضورشان در این جام اجباری است. مگر در شرایط پیش‌بینی نشده که حضورشان را منع کند. باشگاه فوتبال زنان المپیک لیون با ۱۰ عنوان قهرمانی موفقترین تیم جام حذفی فوتبال زنان فرانسه است.